# Interpol
Interpol (z anglického International Criminal Police Organization) je největší policejní organizací na světě a jako mezinárodní mezivládní organizace zabezpečuje policejní spolupráci v kriminálně-policejní oblasti mezi smluvními státy organizace. Interpol sdružuje demokratické i nedemokratické státy v rámci boje se všemi druhy trestné činnosti. Interpol je založen na spolupráci všech států při pronásledování, vyhledávání a zatýkání pachatelů trestných činů. V současné době sdružuje Interpol 196 členských států.
Interpol získal status stálého pozorovatele při OSN, který byl přijat hlasováním 51. Valného shromáždění OSN dne 15. října 1996 v New Yorku.

## Název a symboly

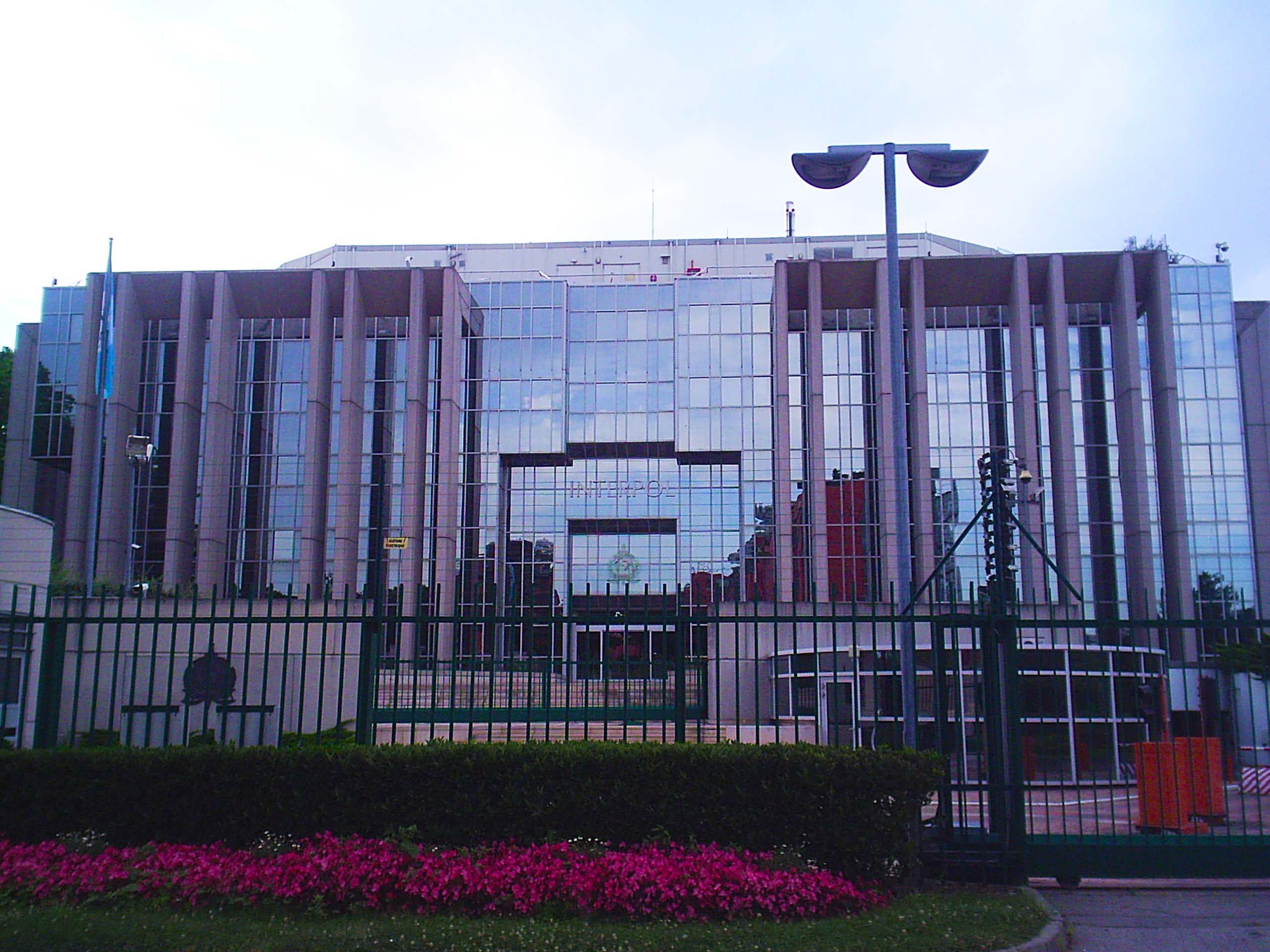
Centrála interpolu v Lyonu ve Francii

Oficiální název organizace se nejčastěji vyskytuje v anglické podobě ICPO – International Criminal Police Organization, dále pak v podobě francouzské či španělské OIPC – Organisation Internationale de Police Criminelle, Organización Internacional de Policía Criminal.
Mezinárodní organizace kriminální policie – Interpol používá ke své reprezentaci dva základní symboly:
- logo organizace charakterizuje základní principy práce Interpolu,
- vlajka obsahuje základní logo a symbolizuje také rychlost spojení a mírové barvy.

## Historie
Organizace vznikla v roce 1923 ve Vídni z iniciativy vídeňského policejního ředitele dr. Johanna Schobera. Ve Vídni byla uložena kartotéka zločinců, která obsahovala záznamy z dob existence rakousko-uherské monarchie, a byla tedy ideálním podkladem pro centrální evidenci mezinárodních zločinců. Meziválečné Československo patřilo k zakládajícím členům Interpolu. V meziválečném období sídlila centrála organizace ve Vídni, v současnosti je centrem Interpolu francouzský Lyon.

## Generální tajemníci a prezidenti
Generální tajemníci od vzniku organizace v roce 1923:
| Poradie | Generální tajemník | Nastoupil do úřadu | Odešel z úřadu   | Roky strávené v úřadu | Země původu        |
| ------- | ------------------ | ------------------ | ---------------- | --------------------- | ------------------ |
| 1       | Oskar Dressler     | 1923               | 1946             | 22–23 let             | Rakousko           |
| 2       | Louis Ducloux      | 1946               | 1951             | 4–5 let               | Francie            |
| 3       | Marcel Sicot       | 1951               | 1963             | 11–12 let             | Francie            |
| 4       | Jean Népote        | 1963               | 26. říjen 1978   | 14–15 let             | Francie            |
| 5       | André Bossard      | říjen 1978         | říjen 1985       | 7 let                 | Francie            |
| 6       | Raymond Kendall    | říjen 1985         | 2. říjen 2000    | 15 let                | Spojené království |
| 7       | Ronald Noble       | 3. listopad 2000   | 7. listopad 2014 | 14 let                | Spojené státy      |
| 8       | Jürgen Stock       | 7. listopad 2014   | 7. listopad 2024 | 10 let                | Německo            |
| 9       | Valdecy Urquiza    | 7. listopad 2024   | v úřadě          |                       | Brazílie           |

### Prezidenti
Prezidenti organizace od vzniku v roce 1923:
| Země původu             | Jméno                   | V úřadu            |
| ----------------------- | ----------------------- | ------------------ |
| Rakousko                | Johann Schober          | 1923–1932          |
| Rakousko                | Franz Brandl            | 1932–1934          |
| Rakousko                | Eugen Seydel            | 1934–1935          |
| Rakousko                | Michael Skubl           | 1935–1938          |
| Německo                 | Otto Steinhäusl         | 1938–1940          |
| Německo                 | Reinhard Heydrich       | 1940–1942          |
| Německo                 | Arthur Nebe             | 1942–1943          |
| Německo                 | Ernst Kaltenbrunner     | 1943–1945          |
| Belgie                  | Florent Louwage         | 1945–1956          |
| Portugalsko             | Agostinho Lourenço      | 1956–1960          |
| Spojené království      | Sir Richard Jackson     | 1960–1963          |
| Finsko                  | Fjalar Jarva            | 1963–1964          |
| Belgie                  | Firmin Franssen         | 1964–1968          |
| Západní Německo         | Paul Dickopf            | 1968–1972          |
| Kanada                  | William Leonard Higgitt | 1972–1976          |
| Švédsko                 | Carl Persson            | 1976–1980          |
| Filipíny                | Jolly Bugarin           | 1980–1984          |
| Spojené státy           | John Simpson            | 1984–1988          |
| Francie                 | Ivan Barbot             | 1988–1992          |
| Kanada                  | Norman Inkster          | 1992–1994          |
| Švédsko                 | Björn Eriksson          | 1994–1996          |
| Japonsko                | Tošinori Kanemoto       | 1996–2000          |
| Španělsko               | Jesús Espigares Mira    | 2000–2004          |
| Jižní Afrika            | Jackie Selebi           | 2004–2008          |
| Chile                   | Arturo Herrera Verdugo  | 2008 (zastupující) |
| Singapur                | Čchiou Wen-chuej        | 2008–2012          |
| Francie                 | Mireille Ballestrazzi   | 2012–2016          |
| Čína                    | Meng Chung-wej          | 2016–2018          |
| Jižní Korea             | Kim Čong-jang           | 2018–2021          |
| Spojené arabské emiráty | Ahmed Naser Al-Raisi    | od roku 2021       |

## Práce a úkoly
Interpol funguje neustále. Ke své činnosti využívá čtyř oficiálních jazyků: angličtina, francouzština, španělština, arabština. Generální sekretariát Interpolu sídlí od roku 1989 ve francouzském Lyonu. Každá země staví činnost Národní ústředny Interpolu (NUI) na svých policistech. NUI plní důležitou úlohu kontaktního místa s Generálním sekretariátem, regionálními kancelářemi a dalšími členskými zeměmi, po nichž nebo od nichž je požadována součinnost.
V souladu se Statutem Interpolu je hlavním úkolem zabezpečování spolupráce členských států v boji proti trestné činnosti při plném respektování priorit národního zákonodárství té či oné země a jejich závazků plynoucích z mezinárodních smluv.
Informace o mezinárodní organizaci kriminální policie Interpol poskytuje server Generálního sekretariátu Interpolu v anglickém, francouzském a španělském jazyce.
Hlavním účelem je zajistit, aby veškeré informace byly okamžitě přístupné všem členským státům organizace Interpol.

## Publikace Vade Mecum
Mezinárodní organizace kriminální policie – Interpol vydala publikaci nazvanou „Vade Mecum“ určenou pro vnitřní potřeby členských států, která obsahuje základní texty (Statut, Obecné předpisy, Finanční předpisy) stejně jako další dokumenty potřebné pro zajištění mezinárodní policejní spolupráce. Vade Mecum dále obsahuje pracovní dokumenty používané v každodenní práci, včetně podrobných instrukcí jak tyto dokumenty vyplňovat a používat.
Vade Mecum slouží také pro vyškolení nových důstojníků Národních ústředen Interpolu.
Cílem Vade Mecum je poskytnout asistenci ve všech směrech mezinárodní policejní spolupráce v rámci organizace Interpol.
Obsah publikace Vade Mecum se týká: organizace a administrace, základních dokumentů organizace Interpol, policejních informací a spolupráce, mezinárodních oběžníků – extradic, telekomunikační sítě Interpolu, obecných dokumentů.

## Technologie

### Servisní standardy
Mezinárodní organizace kriminální policie – Interpol přijala rezoluci, která ukládá členským zemím zabezpečit základní standardy činnosti Národních ústředen (NUI) za účelem zabezpečení rychlého a kvalitního servisu. K takovýmto standardům mimo jiné patří vymezení pozice a statutu Národních ústředen Interpolu (NUI), Nepřetržitý provoz Národní ústředny, Jazykové zajištění, Zavedení funkce styčného důstojníka NUI, Systém řízení, koordinace, manipulace a dozoru nad kriminálně policejními informacemi s ohledem na jejich závažnost a sdílení, Zabezpečení klasifikace zpráv, Zajištění kontroly kvality zpráv, Sledování a zpracování dožádání, Znalost cílů a metod NUI, Strategie NUI, Specializace v rámci NUI, Odborná příprava a zaškolení, Bezpečnostní opatření, Integrita.

### Telekomunikační síť
Mezinárodní organizace kriminální policie – Interpol disponuje moderní telekomunikační sítí zabezpečující nepřetržité spojení mezi všemi členskými státy organizace. K zajištění technicko-operativního spojení je telekomunikační síť rozčleněna na komunikační zóny, které umožňují omezit náklady na přenos dat na maximálně možnou míru a co nejvíce urychlit informační tok:
- Zóna 2: Evropa
- Zóna 3: Blízký východ
- Zóna 4: Jižní Amerika
- Zóna 5: Afrika
- Zóna 6: Severní Amerika
- Zóna 7: Asie
- Zóna 8: Střední Amerika
- Zóna 9: Austrálie a Oceánie

Globální komunikační síť Interpolu I-24/7 je vylepšenou servisní službou a pracovním nástrojem mezinárodní policejní organizace a zabezpečuje předávání informací uživatelsky orientovaným způsobem. I-24/7 zajišťuje mezinárodním policejním složkám snazší a efektivnější způsob vzájemné komunikace. Napojením na síť I- 24/7 se získá přístup k databázím Interpolu (viz ASF) a k informacím, které jsou obsaženy na webových stránkách Interpolu, včetně důležitých kriminálních informací.
Kanada se dne 20. ledna 2003 stala prvním státem, která se k síti I-24/7 připojila. Ve stejném roce se připojilo i Česko. Dnes jsou součástí tohoto informačního systému všechny členské státy Interpolu.

### Systém ASF
Systém ASF je automatizovaný počítačový pátrací systém (ASF = Automated Search Facility), pomocí kterého může každá ústředna členského státu Interpolu získat informace z mezinárodních databází elektronickou formou ve velice krátkém reálném čase. Tímto způsobem lze na základě různě zadávaných kritérií vytěžovat například databáze osob nebo odcizených motorových vozidel.
Lustrace v ASF jsou prováděny automaticky, přímo z pracovišť Národních ústředen Interpolu, a podle předem stanovených kritérií.
Lustraci v systému ASF lze provádět pouze na základě dožádání orgánů státní moci. V žádném případě však systém nelze využívat pro potřeby soukromých osob (lustrace vozidel zakoupených v zahraničí apod.)

## Interpol Praha
Československo v roce 1923 patřilo k zakládajícím členům organizace Interpol. Zástupci Československa se velmi aktivně podíleli na činnosti organizace zejména v předválečném období a s ohledem na geografické postavení Československé republiky využívali plně možností, které jim tato nová mezinárodní organizace poskytovala. Po skončení druhé světové války, kdy došlo k politickému rozdělení Evropy, se Československá republika dostala do konfliktu se zástupci Spojených států amerických z důvodu předložení požadavku politického charakteru, což odporovalo statutu organizace. Po několikaletých rozepřích Československo formálně ukončilo své členství a v roce 1952 z organizace vystoupilo. Členství obnovila Československá federativní republika (ČSFR) formální žádostí přijatou na 59. Valném shromáždění Interpolu konaném v kanadské Ottawě v roce 1990. Národní ústředna Interpolu Praha byla zřízena rozkazem ministra vnitra dne 16. 12. 1992 a jako národní pobočka organizace dosáhla během své krátké existence plné srovnatelnosti s předními evropskými a světovými národními ústřednami.
Po zániku ČSFR v roce 1993 došlo k formálnímu zániku jejího členství v organizaci. Proto na základě dohody ministrů vnitra České republiky a Slovenské republiky byla ustanovena Společná ústředna Interpolu pro Česko a Slovensko se sídlem v Praze. Společná ústředna Interpolu ukončila svoji činnost dnem přijetí obou nově vzniklých republik do Interpolu na 62. Valném shromáždění Interpolu v Arubě (Nizozemské Antily) dne 29. října 1993 a současně došlo k vytvoření Národní ústředny Interpolu Praha (dále jen Interpol Praha) v samostatném Česku. Dne 1. prosince 1999 se stal Interpol Praha součástí Policejního prezídia České republiky v rámci odboru mezinárodní policejní spolupráce; v současnosti (duben 2020) spadá pod ředitelství pro mezinárodní policejní spolupráci.
Národní ústředna Interpolu Praha jako základní organizační článek Interpolu na národní úrovni poskytuje základní servis v oblasti mezinárodní policejní spolupráce všem zainteresovaným institucím podílejícím se na aplikaci a prosazování práva jak v Česku, tak zahraničí.
Interpol Praha je pověřen plněním úkolů vyplývajících z členství Česka v mezinárodní organizaci kriminální policie ICPO-Interpol. Působnost Interpolu Praha vychází ze Statutu organizace Interpol, z obecně závazných právních předpisů, z interních normativních aktů řízení a ze závazků plynoucích z mezinárodních smluv.
Mezi hlavní činnosti Interpolu Praha patří podle článku 2 Statutu organizace:
- zajišťování a zlepšování co nejširší vzájemné spolupráce všech institucí prosazujících právo v rámci limitů národních zákonů při dodržování Všeobecné deklarace lidských práv
- podpora rozvoje institucí přispívajících k potírání kriminality zejména pak v oblastech:
  - získávání a předávání informací k případům kriminálního charakteru
  - pátrání po osobách a věcech
  - extradice pachatelů ze zahraničí do Česka
  - předávání pachatelů do zahraničí
  - organizace pracovních schůzek českých policistů se zahraničními partnery
  - kontrola respektování českých právních předpisů ze strany zahr. subjektů
  - tvorba koncepce policejní spolupráce se zahraničím
  - poradenská činnost v oblasti mezinárodní policejní spolupráce
  - policejní diplomacie

Interpol Praha respektuje článek 3 Statutu organizace Interpolu, který zakazuje Národním ústřednám konat ve věcech charakteru vojenského, politického, náboženského a rasového. Interpol Praha napomáhá při počátečních úkonech ve věcech trestních ve smyslu Evropských konvencí a v souladu s nimi zabezpečuje informační tok mezi dožadující zahraniční stranou a orgány činnými v trestním řízení v České republice. Interpol Praha dále zajišťuje výkon rogačních komisí a extradic pachatelů zadržených v zahraničí do České republiky.
Interpol Praha provádí šetření v zahraničí pouze v trestně-právních věcech a pouze na základě žádosti státních orgánů, zejména Policie ČR, soudních orgánů, celních orgánů, orgánů Ministerstva spravedlnosti, Ministerstva vnitra, Ministerstva obrany.
Interpol Praha nezpracovává přímé požadavky a dotazy soukromých osob (jako např. případy pohřešování osob, odcizení vozidel apod.).